# مقاطعة بلاغباشي
مقاطعة بلاغباشي هي تقسيم إداري ضمن ولاية أنديجان في أوزبكستان.